# Dance Moms
Dance Moms es una serie de telerrealidad estadounidense que se estrenó en Lifetime el 13 de julio de 2011 y se extendió hasta el 10 de septiembre de 2019. Creado por Collins Avenue Productions, el programa originalmente siguió la formación inicial y las carreras de los niños en la danza y el espectáculo bajo la tutela de Abby Lee Miller, así como las relaciones entre Miller, los bailarines y sus madres a menudo discutiendo. Cheryl Burke y Laurieann Gibson fueron traídas durante la segunda mitad de la temporada 7. Ambientada originalmente en Pittsburgh, Pensilvania, y más tarde en Los Ángeles, California, el programa se filmó principalmente en los estudios de Abby Lee Dance Company (ALDC).
En marzo de 2017 Miller dejó el programa. En julio del mismo año, ingresó en prisión por fraude.
El espectáculo regresó para su octava temporada el 4 de junio de 2019.
En mayo de 2020, Miller anunció en Instagram que había decidido abandonar Dance Moms y Lifetime después de nueve años.

## Sinopsis
Principalmente ambientada en Pittsburgh, Pensilvania y más tarde en Los Ángeles, California, el espectáculo originalmente siguió al equipo de bailarines Junior Elite de la "Abby Lee Dance Company", de entre 6 y 15 años, mientras viajaban semana a semana a varias competiciones de baile, ganando premios y preparándose para los Nacionales, mientras que al mismo tiempo está siendo preparado por Abby Lee Miller para ser "bailarines profesionales y trabajadores". La serie describía a las madres adoradoras como rivales entre sí en nombre de sus propias hijas, a menudo discutiendo con Miller y entre ellas, y a veces cerrando filas contra equipos rivales. Miller y sus instructores de danza conceptualizaron creativamente las representaciones de danza, con el aporte de los productores del programa, mientras que Miller, su personal y ocasionalmente un coreógrafo invitado realizaron la coreografía. Varios equipos de baile rivales estimularon la competitividad del equipo. El éxito del programa a menudo se atribuye al drama y el conflicto entre Miller y las mamás, junto con los bailes semanales y las estrechas relaciones entre las chicas mientras los espectadores las veían crecer y mejorar sus habilidades.
El programa presenta a Miller como una entrenadora de equipo de baile extremadamente estricta que, a lo largo de la serie, se basó cada vez más en las críticas, a veces personales, para motivar a las chicas, con énfasis en el trabajo duro y la competencia contra los compañeros de equipo. Todas las semanas en el programa, Miller usó una pirámide individual y brindaba retroalimentación a cada niña sobre su clasificación, el desempeño, la actitud, el esfuerzo y el comportamiento de la niña y su madre de la semana anterior. Miller nunca había usado una pirámide en su estudio antes de Dance Moms, y cuando una vez le preguntaron sobre eso, Miller dijo: "Nunca he hecho eso en mi vida. Eso no tiene nada que ver conmigo. Ese es el espectáculo; surgieron con todo ese proceso".
En la temporada 5, Miller trasladó al equipo a Los Ángeles para ayudarla a construir su reputación en la costa oeste, y aunque el equipo continuó con las competiciones semanales, el enfoque cambió un poco para incluir la preparación para las carreras de actuación y música.
Durante la segunda mitad de la temporada 7, varios bailarines y sus madres dejaron el ALDC para formar "The Irreplaceables". Abby dejó el programa varios episodios más tarde, seguida por los bailarines y madres restantes de ALDC.
En julio de 2018, Miller anunció su regreso para la temporada 8 de Dance Moms.. El productor ejecutivo Bryan Stinson anunció que el programa presentaría un equipo completamente nuevo, con devoluciones de llamada finales en septiembre de 2018. El 12 de enero, se seleccionó un nuevo equipo, compuesto por 8 bailarines. En febrero se lanzó una promoción para la nueva temporada, que revela que el programa se desarrollará en torno a la batalla de Miller con el linfoma de Burkitt y que volverá "a sus raíces" con un nuevo equipo. La temporada se desarrolla en Pittsburgh, en el mismo estudio donde comenzó el espectáculo en 2011. La temporada 8 se estrenó en Lifetime el 4 de junio de 2019.
Miller anunció en Instagram el 4 de mayo de 2020 que dejará Dance Moms y Lifetime después de nueve años. Sin embargo, puede estar mudándose a otra red, ya que está buscando comenzar nuevos proyectos.

## Temporadas
| Temporada | Temporada | Episodios | Episodios | Emisión original        | Emisión original         |
| Temporada | Temporada | Episodios | Episodios | Comienzo                | Final                    |
| --------- | --------- | --------- | --------- | ----------------------- | ------------------------ |
|           | 1         | 13        | 13        | 13 de julio de 2011     | 12 de octubre de 2011    |
|           | 2         | 30        | 30        | 10 de enero de 2012     | 25 de septiembre de 2012 |
|           | 3         | 39        | 39        | 1 de enero de 2013      | 17 de septiembre de 2013 |
|           | 4         | 34        | 34        | 1 de enero de 2014      | 14 de octubre de 2014    |
|           | 5         | 34        | 34        | 6 de enero de 2015      | 18 de agosto de 2015     |
|           | 6         | 34        | 34        | 5 de enero de 2016      | 22 de noviembre de 2016  |
| ⠀         | 7         | 29        | 29        | 29 de noviembre de 2016 | 24 de octubre de 2017    |
|           | 8         | 18        | 18        | 4 de junio de 2019      | 10 de septiembre de 2019 |

## Reparto
| Nombre                                | Temporada                             | Temporada                             | Temporada                             | Temporada                             | Temporada                             | Temporada                             | Temporada                             | Temporada                             | Temporada                             |                                       |                                       |                                       |                                       |
| Nombre                                | 1                                     | 2                                     | 3                                     | 4                                     | 5                                     | 6                                     | 7                                     | 8                                     | The Reunion                           |                                       |                                       |                                       |                                       |
| Personal de la Abby Lee Dance Company | Personal de la Abby Lee Dance Company | Personal de la Abby Lee Dance Company | Personal de la Abby Lee Dance Company | Personal de la Abby Lee Dance Company | Personal de la Abby Lee Dance Company | Personal de la Abby Lee Dance Company | Personal de la Abby Lee Dance Company | Personal de la Abby Lee Dance Company | Personal de la Abby Lee Dance Company | Personal de la Abby Lee Dance Company | Personal de la Abby Lee Dance Company | Personal de la Abby Lee Dance Company | Personal de la Abby Lee Dance Company |
| ------------------------------------- | ------------------------------------- | ------------------------------------- | ------------------------------------- | ------------------------------------- | ------------------------------------- | ------------------------------------- | ------------------------------------- | ------------------------------------- | ------------------------------------- | ------------------------------------- | ------------------------------------- | ------------------------------------- | ------------------------------------- |
| Abby Lee Miller                       | Principal                             | Principal                             | Principal                             | Principal                             | Principal                             | Principal                             | Principal                             | Principal                             |                                       |                                       |                                       |                                       |                                       |
| Gianna Martello                       | Principal                             | Principal                             | Principal                             | Principal                             | Principal                             | Principal                             | Recurrente                            | Principal                             |                                       |                                       |                                       |                                       |                                       |
| Madres del equipo Elite               |                                       |                                       |                                       |                                       |                                       |                                       |                                       |                                       |                                       |                                       |                                       |                                       |                                       |
| Christi Lukasiak                      | Principal                             | Principal                             | Principal                             | Principal                             |                                       |                                       | Recurrente                            |                                       | Principal                             |                                       |                                       |                                       |                                       |
| Holly Frazier                         | Principal                             | Principal                             | Principal                             | Principal                             | Principal                             | Principal                             | Principal                             |                                       |                                       |                                       |                                       |                                       |                                       |
| Kelly Hyland                          | Principal                             | Principal                             | Principal                             | Principal                             |                                       |                                       |                                       |                                       | Principal                             |                                       |                                       |                                       |                                       |
| Melissa Gisoni                        | Principal                             | Principal                             | Principal                             | Principal                             | Principal                             | Principal                             |                                       |                                       |                                       |                                       |                                       |                                       |                                       |
| Cathy Nesbitt                         | Principal                             | Recurrente                            | Recurrente                            | Recurrente                            | Recurrente                            |                                       | Recurrente                            |                                       |                                       |                                       |                                       |                                       |                                       |
| Jill Vertes                           |                                       | Recurrente                            | Principal                             | Principal                             | Principal                             | Principal                             | Principal                             |                                       | Principal                             |                                       |                                       |                                       |                                       |
| Kristie Ray                           |                                       |                                       | Principal                             |                                       |                                       |                                       |                                       |                                       |                                       |                                       |                                       |                                       |                                       |
| Kira Girard                           |                                       |                                       |                                       | Principal                             | Principal                             | Principal                             | Principal                             |                                       | Principal                             |                                       |                                       |                                       |                                       |
| Jessalynn Siwa                        |                                       |                                       |                                       |                                       | Principal                             | Principal                             |                                       | Invitada                              | Principal                             |                                       |                                       |                                       |                                       |
| Ashlee Allen                          |                                       |                                       |                                       |                                       | Recurrente                            | Principal                             | Principal                             |                                       |                                       |                                       |                                       |                                       |                                       |
| Yolanda Walmsley                      |                                       |                                       |                                       |                                       |                                       | Principal                             | Principal                             | Principal                             |                                       |                                       |                                       |                                       |                                       |
| Stacey Ketchman                       |                                       |                                       |                                       |                                       |                                       | Principal                             | Principal                             | Principal                             |                                       |                                       |                                       |                                       |                                       |
| Camille Bridges                       |                                       |                                       |                                       | Invitada                              |                                       |                                       | Principal                             |                                       |                                       |                                       |                                       |                                       |                                       |
| Ann Colin                             |                                       |                                       |                                       |                                       |                                       |                                       |                                       | Principal                             |                                       |                                       |                                       |                                       |                                       |
| Ashley Hosbach                        |                                       |                                       |                                       |                                       |                                       |                                       |                                       | Principal                             |                                       |                                       |                                       |                                       |                                       |
| Joanne Paolantonio                    |                                       |                                       |                                       |                                       |                                       |                                       |                                       | Principal                             |                                       |                                       |                                       |                                       |                                       |
| Lakisha Samuels                       |                                       |                                       |                                       |                                       |                                       |                                       |                                       | Principal                             |                                       |                                       |                                       |                                       |                                       |
| Michelle Georgiana                    |                                       |                                       |                                       |                                       |                                       |                                       |                                       | Principal                             |                                       |                                       |                                       |                                       |                                       |
| Tricia Farrar                         |                                       |                                       |                                       |                                       |                                       |                                       |                                       | Principal                             |                                       |                                       |                                       |                                       |                                       |

### Abby Lee Dance Company
- Abby Lee Miller es la directora de Reign Dance Productions (anteriormente Maryen Lorrain Dance Studio), que alberga la Compañía de Danza Abby Lee, de la que es propietaria y coreógrafa principal.[15][16][17] Durante la temporada 7B, Miller abandonó el programa debido a su sentencia pendiente por fraude. Como resultado, el elenco se dividió en equipos de baile separados. Regresó para la temporada 8 de Dance Moms.

- Gianna Martello es instructora de RDP y cubre todos los géneros de danza, y también es coreógrafa asistente del equipo de competencia Junior Elite de ALDC.[18] Martello estudió danza bajo la tutela de Miller a través de Reign Dance Productions.

#### Elenco de las temporadas 1 a 7
- Melissa Ziegler-Gisoni es la madre de Maddie Ziegler, de 8 años al comienzo de la primera temporada, bailarina de danza lírica/contemporánea y claqué, y de Mackenzie Ziegler, de 6 años al comienzo de la primera temporada, bailarina y cantante de acro/hip hop (anteriormente bajo el nombre artístico de Mack Z) de Murrysville, Pensilvania.[15] Maddie era conocida por ser la alumna favorita de Abby durante su participación en la serie, lo que generó tensión entre las otras madres y Abby. Maddie y Mackenzie estudiaron danza en el estudio de Abby Lee Miller a través de Reign Dance Productions desde los cuatro y dos años, respectivamente. Fueron miembros originales del elenco de la serie y la abandonaron durante la sexta temporada.
- Christi Lukasiak es la madre de Chloe Lukasiak, de 9 años al comienzo de la primera temporada, bailarina de ballet lírico/contemporáneo y de ballet de Mars, Pensilvania. Chloe empezó a bailar en la Compañía de Danza Abby Lee Miller a los dos años. Formaban parte del elenco original de la serie, pero la abandonaron tras el final de la cuarta temporada. Regresaron como estrellas invitadas para el final de la temporada 7[19] antes de abandonar el programa una vez más tras el final de la séptima temporada.
- Holly Hatcher-Frazier es la madre de Nia Frazier, de 9 años al comienzo de la primera temporada, bailarina y cantante contemporánea (bajo el nombre artístico de Nia Sioux),[15] de Pittsburgh. Fueron miembros originales del elenco del programa y dejaron ALDC durante la séptima temporada para formar "The Irreplaceables". Oficialmente dejaron el programa tras el final.
- Kelly Hyland es la madre de Brooke Hyland, de 13 años al comienzo de la primera temporada y la bailarina de mayor edad del grupo original, bailarina de acrobacia/danza contemporánea y cantante, y de Paige Hyland, de 10 años al comienzo de la primera temporada, bailarina de acrobacia/jazz y modelo de Murrysville. Kelly fue bailarina en ALDC de joven, e incluso recibió clases de la propia Abby antes de dejarlo para convertirse en animadora. Brooke y Paige comenzaron a bailar en el estudio de Miller a los 3 años. Las Hyland eran miembros originales del elenco, pero abandonaron el programa a mitad de la cuarta temporada tras un altercado físico entre Kelly y Abby.
- Cathy Nesbitt-Stein es la madre de Vivi-Anne Stein, quien tenía 6 años al comienzo de la primera temporada. Bailarina de teatro musical y claqué de Canton, Ohio, quien se unió al ALDC durante la mayor parte de la primera temporada. Vivi-Anne fue estudiante y miembro del equipo del estudio de su madre, Candy Apples Dance Center, donde continuó su formación de baile tras dejar el equipo y el espectáculo. Cathy y Vivi-Anne siguieron apareciendo como rivales recurrentes desde la segunda temporada. (Ver también "Estudios rivales" más abajo). Abby considera a Cathy su máxima rival. Fueron miembros originales del elenco del programa y lo abandonaron tras los campeonatos nacionales de la temporada 7a.

- Jill Vertes es la madre de Kendall Vertes, bailarina de jazz/lírica, modelo y cantante (bajo el nombre artístico de Kendall K) de Cranberry Township, Condado de Butler, Pensilvania. Antes de unirse al ALDC en la segunda temporada, Kendall estudió danza en Rogers Dance en Pittsburgh y en Studio 19.[20] Durante la segunda temporada, se mudaron al Candy Apples Dance Center durante varios episodios, pero finalmente regresaron al ALDC. Dejaron el ALDC durante la séptima temporada para formar "The Irreplaceables", dejando el programa al final de la temporada.

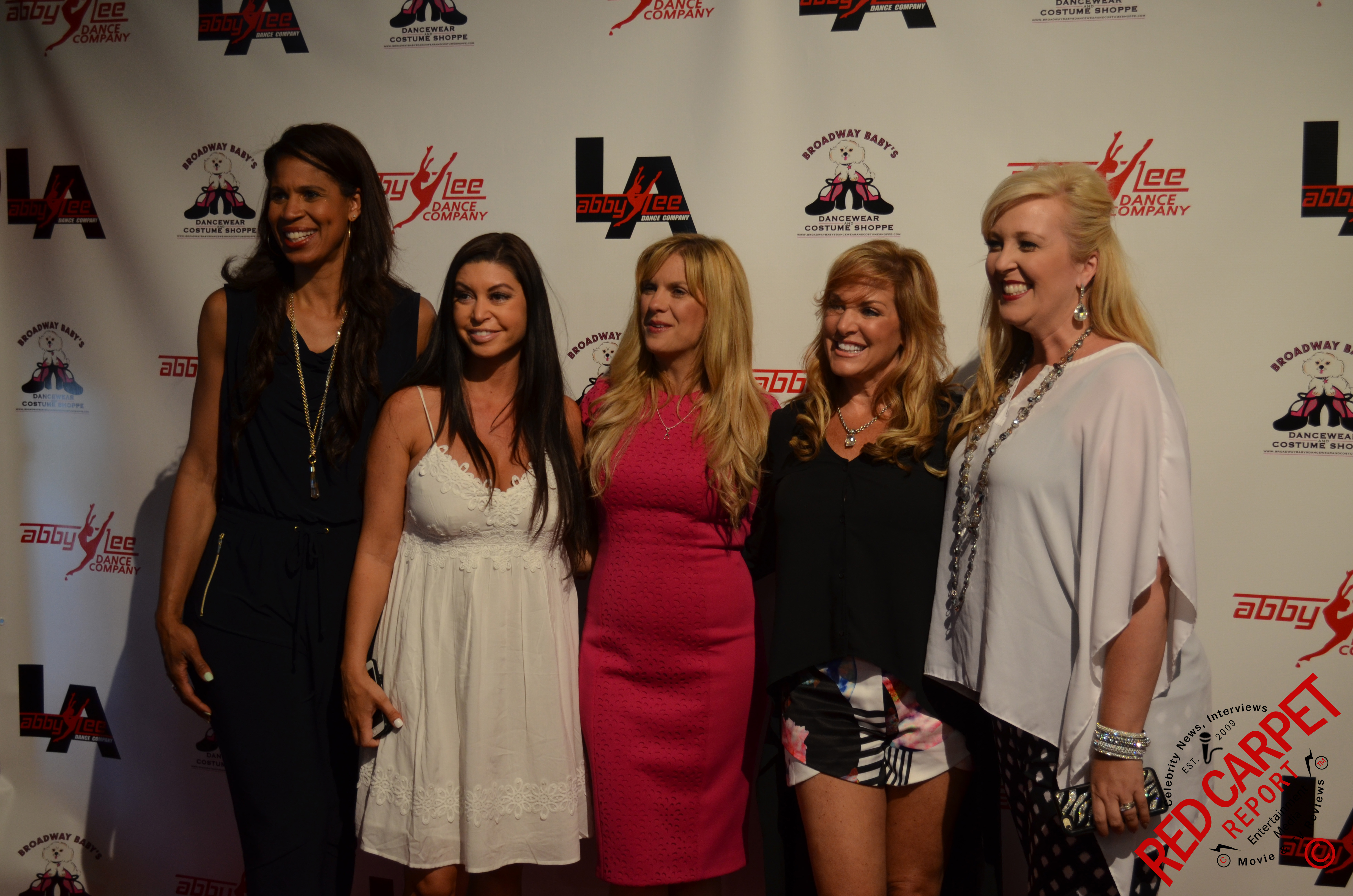
El elenco de Dance Moms en la apertura del ALDC-LA en mayo de 2015 en Santa Monica, California, durante la temporada 5. De izquierda a derecha: Holly, Kira Girard, Melissa, Jill Vertes y Jessalynn Siwa.

- Leslie Ackerman es la madre de Payton Ackerman, bailarina de hip hop y danza contemporánea de Upper St. Clair Township, Pensilvania. Payton comenzó a bailar con ALDC a los 11 años. Se unió al equipo como miembro recurrente varias veces entre las temporadas 2 y 4. Se graduó de ALDC en 2015.
- Kristie Ray es la madre de Asia Monet Ray, bailarina y cantante de jazz y danza contemporánea (bajo el nombre artístico de Asia Monet) de Corona, California. Asia apareció por primera vez en "AUDC", donde fue la concursante más joven de ambas temporadas. Asia bailó brevemente con el Equipo de Competición Élite Juvenil en la temporada 3 y se fue justo antes de los Nacionales.
- Kira Girard es la madre de Kalani Hilliker,[15][21] bailarina contemporánea y lírica, y modelo/diseñadora de moda de Mesa, Arizona. Kalani apareció en la temporada 2 de Abby's Ultimate Dance Competition (AUDC)[22] y fue traída a ALDC en la cuarta temporada para reemplazar a Brooke y Paige. Tras varias semanas con el equipo de ALDC en la cuarta temporada, se unió al equipo permanente en la quinta temporada para reemplazar a Chloe. Dejaron ALDC durante la séptima temporada para formar "The Irreplaceables" y dejaron el programa tras el final de temporada.
- Jessalynn Siwa es la madre de JoJo Siwa,[23] bailarina y cantante de jazz, contemporáneo y hip hop de Omaha, Nebraska. Antes de unirse a ALDC como invitadas en la quinta temporada, Jessalynn y JoJo aparecieron en la segunda temporada de AUDC.[24] JoJo fue traída para reemplazar a Chloe en el equipo de ALDC. Tras varios episodios como bailarina invitada, JoJo se incorporó al equipo a tiempo completo, pero abandonó el programa cerca del final de la sexta temporada tras firmar un contrato con Nickelodeon. Jessalynn y JoJo también aparecieron como invitadas en la octava temporada.
- Ashlee Allen es la madre de Brynn Rumfallo, bailarina lírica y contemporánea de Phoenix, Arizona. Antes de Dance Moms, Brynn se formó en Club Dance Studio, Arizona, al igual que su compañera Kalani. Brynn se unió al equipo en la quinta temporada como invitada y posteriormente tuvo la oportunidad de ser miembro de tiempo completo para la sexta temporada. Abandonó el programa al final de la séptima temporada junto con las demás integrantes de ALDC.
- Yolanda Walmsley es la madre de Elliana Walmsley, bailarina lírica/contemporánea y de salón de Boulder, Colorado.[25] Se unieron al equipo mini de ALDC en la sexta temporada, y Elliana se unió al equipo élite en la séptima. Dejaron el programa durante la séptima temporada junto con los demás miembros restantes de ALDC, pero regresaron para algunos episodios en la octava. Posteriormente, Abby las despidió después de que Yolanda causara tensión entre los demás miembros del elenco.
- Stacey Ketchman es la madre de Lilliana Ketchman, bailarina de acrobacia, ballet y danza contemporánea de Fayetteville, Carolina del Norte. Se unieron al equipo mini de ALDC en la sexta temporada, y Lilliana se unió al equipo élite en la séptima. Dejaron el programa durante la séptima temporada junto con los demás miembros restantes de ALDC, pero regresaron para la octava.
- Camille Bridges es la madre de Camryn Bridges, bailarina de jazz y danza contemporánea de San Luis (Misuri). Se unieron a ALDC en la séptima temporada, pero más tarde esa misma temporada se fueron con varios de los demás miembros del elenco para formar "Los Irreemplazables".

#### Elenco de la temporada 8
- Tricia Farrar es la madre de Brady Farrar, bailarín de ballet y contemporáneo de Miami, Florida. Se unieron al ALDC en la temporada 8, pero más tarde esa misma temporada lo abandonaron después de que el favoritismo de Abby hacia Brady causara tensión entre las madres. Posteriormente regresaron al ALDC. Brady es el primer niño en la historia del Equipo de Competencia Junior Elite del ALDC.
- Ann Colin es la madre de Hannah Colin, bailarina lírica y contemporánea de New Albany, Indiana. Se unieron al ALDC en la temporada 8.
- Joanne Paolantonio es la madre de GiaNina Paolantonio, bailarina de teatro lírico y musical de Oakhurst, Nueva Jersey, quien interpretó a Amanda Thripp en el musical de Broadway Matilda y fue bailarina de puntas invitada en The Greatest Showman. Se unieron al ALDC en la temporada 8.
- Michelle Georgiana es la madre de Sarah Georgiana, bailarina acrobática y contemporánea de Canonsburg, Pensilvania. Se unieron al ALDC en la temporada 8, pero más tarde esa misma temporada lo abandonaron tras cuestionarse su lealtad al ALDC, así como debido al grave acoso que sufrieron por parte de las otras madres.
- Ashley Hosbach es la madre de Pressley Hosbach, bailarina de teatro contemporáneo y musical de Florham Park, Nueva Jersey. Se unieron al ALDC en la temporada 8.
- Erin Kristich es la madre de Savannah Kristich, bailarina contemporánea/lírica de Las Vegas, Nevada. Se unieron al ALDC en la temporada 8, pero más tarde esa misma temporada lo abandonaron tras anunciarse el regreso de Elliana Walmsey (rival de Savannah) al programa.
- Lakisha Samuels es la madre de Paris Moore, bailarina contemporánea de Jacksonville, Carolina del Norte. Se unieron al ALDC en la temporada 8 para reemplazar a Elliana. Paris es la única integrante oficial del equipo que ha aparecido en el programa sin un solo, dueto o trío.
- Adriana Smith es la madre de Kamryn Smith, una bailarina de jazz de Phoenix, Arizona. Participaron como invitadas en un episodio de la temporada 8 para cubrir el puesto de Elliana en un baile grupal. Kamryn también participó como solista esa semana. No regresaron porque Kamryn era demasiado joven en comparación con el resto del equipo.
- Amanda Hernandez es la madre de Berkleigh Hernandez, una bailarina de Bowie, Maryland. Berkleigh participó como invitada para competir en un baile grupal en un episodio junto a Paris, donde una de ellas se ganaría un puesto en el equipo. El puesto finalmente fue para Paris, por lo que Amanda y Berkleigh no regresaron para el resto del programa.

### Estudios rivales
- Candy Apples Dance Center (Canton, Ohio): Propiedad y está operado por Cathy Nesbitt-Stein,[15] la madre de Vivi-Anne, quien bailó con el ALDC en la temporada 1. El CADC ha sido el principal rival de ALDC durante las temporadas 1–5 junto con la temporada 7. Durante las cinco temporadas de Dance Moms, los productores del espectáculo agregaron varios bailarines que eran conocidos en el mundo de la competencia de baile y/o habían hecho audiciones para Dance Moms en el pasado, convirtiendo a las "Candy Apples" en un equipo que solo existía para la televisión (el equipo de Candy Apple de la vida real dejó de aparecer en el programa). A mitad de la temporada 5, el CADC se reformó por completo durante una semana (ver más abajo).

- El Centro de Danza Studio Bleu (Ashburn, Virginia) es entrenado por Gloria Hampton, la madre de Kaeli, quien bailó con el ALDC como miembro invitado del equipo brevemente en la temporada 3. El equipo de competencia de Bleu, contra el cual ALDC compitió varias veces, fue retratado como un oponente respetado y formidable en varios episodios.

- Murrieta Dance Project (Murrieta, California) es propiedad y está operado por Erin Babbs, que ha sido coreógrafo invitado ocasional para el CADC en las temporadas 4 y 5. MDP compitió contra el ALDC varias veces en la temporada 5. En la temporada 7, Chloe Lukasiak se unió a MDP y bailó con el equipo por un corto período de tiempo antes de abandonar MDP para unirse a "The Irreplaceables".

- Broadway Dance Academy (Fenton, Míchigan) es propiedad y está operada por Jeanette Cota, la madre de Ava, que fue invitada como parte del "Select Team" de ALDC en la temporada 4. El verdadero equipo de BDA compitió contra el ALDC varias veces en temporada 5 antes de abandonar el programa (excepto Ava) para ser reemplazado en el equipo de TV por los cuatro bailarines del antiguo equipo CADC. Comenzando con el inicio de la temporada 5, BDA compitió como "Candy Apples" durante una semana después de lo cual reanudaron el uso de su nombre real. Este equipo (compuesto por Huelsman, Wilkenson, Smith, Roth y Ava Cota) ganó la competencia general del grupo, entregando al ALDC su primera derrota nacional en la categoría general de grupo.

- Studio 19 Dance Complex (Pittsburgh, Pensilvania) es propiedad y está operado por Tammy Croftcheck y Katie Watts. Studio 19 ha sido el principal rival de ALDC para la temporada 8.

### Elenco original

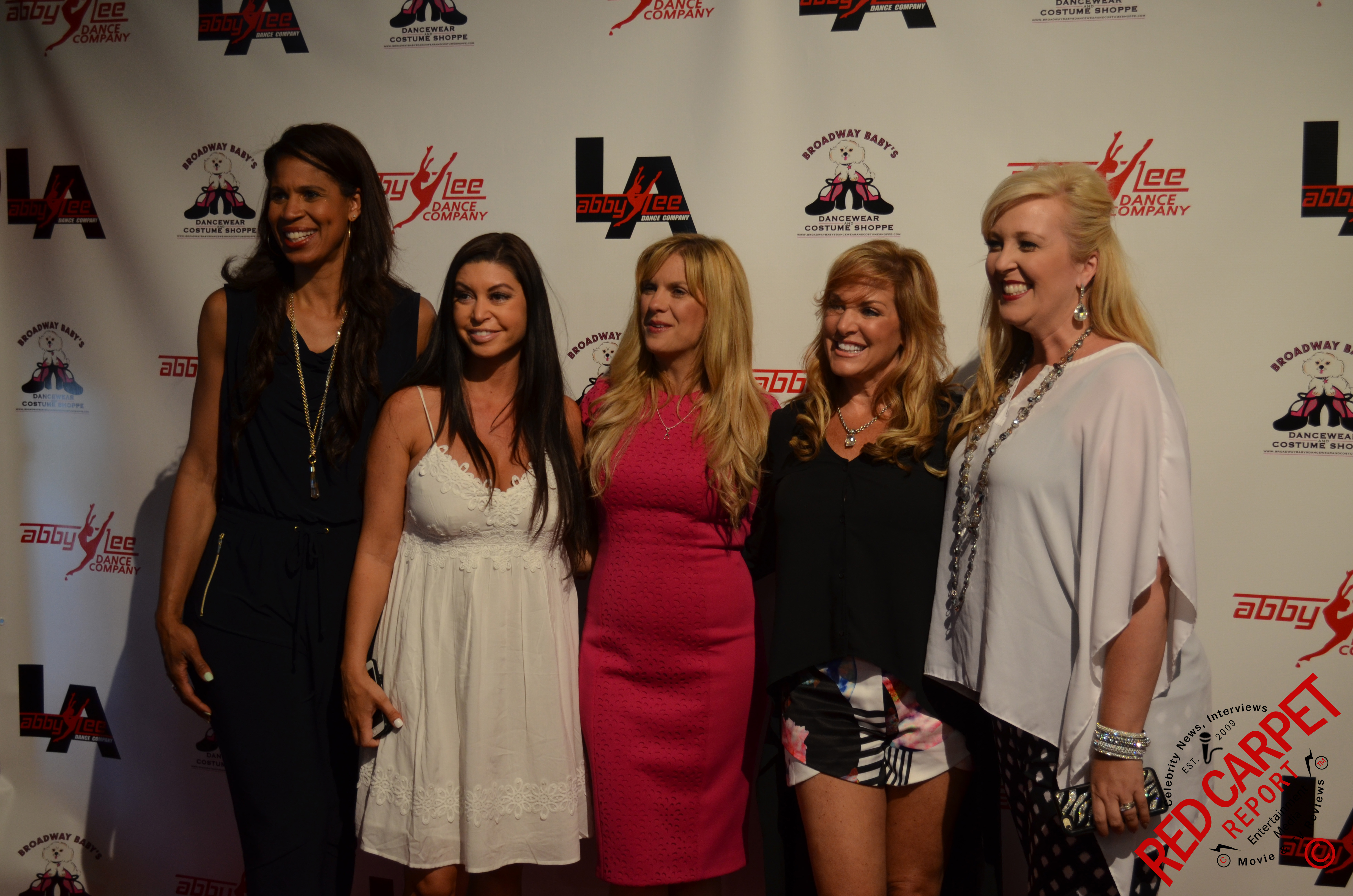
Dance Moms en la apertura de ALDC-LA en mayo de 2015 en Santa Mónica, California, temporada 5. de izuierda a derecha: Holly Hatcher-Frazier, Kira Girard, Melissa Ziegler-Gisoni, Jill Vertes y Jessalynn Siwa.

- Melissa Ziegler- Gisoni es la madre de Maddie, una bailarina lírica y de tap talentosa, que además es actriz y cuenta con su propia línea de ropa; y de Mackenzie una excelente acróbata y bailarina de hip hop, también conocida como Mack Z gracias a sus videos como cantante. Maddie era conocida por ser la estudiante favorita de Abby durante su tiempo en el programa, lo que causó tensión entre las otras mamás y Abby. Maddie y Mackenzie estudiaron danza en el estudio de Miller a través de Reign Dance Productions desde las primeras edades de cuatro y dos años respectivamente. Eran miembros originales del elenco del programa y se fueron durante la sexta temporada. Es amiga de Abby y trabajaba en la recepción para pagar las clases. Melissa dejó la ALDC por voluntad propia en la temporada 6 (episodio 18). Después de abandonar el programa, Maddie y Mackenzie dejaron el ALDC y cambiaron a Dance Mechanics.

- Kelly Hyland es la madre de Brooke Hyland, bailarina y cantante de acro /  contemporánea y Paige Hyland,, bailarina y modelo de acro / jazz. Kelly había sido bailarina en ALDC cuando era joven, e incluso fue enseñada por la propia Abby antes de renunciar para convertirse en animadora. En la cuarta temporada, luego de aparecer en 75 episodios y asistir a 60 competiciones, Hyland fue despedida de ALDC, tras un  altercado con Miller. El detonante fue la llegada de Kalani a ALDC, tras la presentación de un dueto "oculto". Tras el incidente, Hyland y sus hijas no pudieron participar más del reality.
- Christi Lukasak es la madre de Chloe una bailarina lírica que también destaca en el ballet que también estudia otras formas de baile, como jazz, tap, teatro musical, hip hop y tango.Chloe comenzó a bailar en el estudio de Miller a los dos años. Se retira luego de un controvertido altercado con Miller, abandonando el estudio de baile y el show al finalizar la temporada 4, en las nacionales. Regresaron a estrella invitada para el final de la temporada 7A y la temporada 7B  antes de abandonar el programa una vez más después del final de la séptima temporada.
- Cathy Nesbitt-Stein Madre de Vivi-Anne Stein, una bailarina de teatro musical y claqué de Canton, Ohio que se unió al ALDC durante la mayor parte de la temporada 1.Se retiró de A.L.D.C por conflictos con Miller.Vivi-Anne fue anteriormente estudiante y miembro del equipo en el estudio de su madre, Candy Apples Dance Center, donde continuó su entrenamiento de baile después de dejar el equipo y el espectáculo,Cathy y Vivi-Anne continuaron apareciendo como rivales recurrentes desde la segunda temporada. (Consulte también "Estudios rivales" a continuación). Se retiró de A.L.D.C por conflictos con Miller.
- Leslie Ackerman es la madre de Payton Ackerman,una bailarina de hip hop y contemporánea. Payton comenzó a bailar con el ALDC cuando tenía 11 años. Se unió al equipo como miembro recurrente varias veces durante las temporadas 2–4, sin embargo, nunca se convirtió en parte oficial del equipo porque era demasiado alta. Se graduó de la ALDC en 2015.
- Kristie Ray es la madre de Asia Monet Ray Una Bailarina de Hip Hop y Jazz de Corona, Californiaquien actualmente es una estrella e incluso al salir del programa tenía su propio reality show, que fue un fracaso por las actitudes de la madre con la producción llamado "Raising Asia"(en inglés)"Asia: Pasos de Una estrella".Asia apareció por primera vez en  AUDC , donde era la competidora más joven de cualquier temporada. Asia entra al equipo siendo el rival de Mackenzie. El día previo de la competencia nacional Kristie y Asia dejaron permanentemente A.L.D.C.
- Jackie Lucia es la madre de Sophia. Al aparecer en tres episodios y asistir a dos competiciones, Lucia dejó la ALDC por su propia voluntad en medio de la temporada 3.
- Shelly Serigne, Gloria Hampton, y Marcia Hoffheins son las madres de Ally, Kaeli, y Bella respectivamente. Estas chicas eran miembros del equipo de reemplazo en la temporada 3. Shelly y Ally regresan en las Nacionales de la Temporada 3.
- Jeanette Cota es la madre de Ava. Al aparecer en seis episodios y asistir a cuatro competiciones, a Cota se le retiró la invitación del Equipo Selecto en medio de la temporada 4. Aunque en la temporada 5 se la puede ver en algunas competiciones como parte de Candy Apples Dance Center.
- Christy Hunt es la madre de Sarah. Al aparecer en siete episodios y asistir a tres competiciones, Hunt dejó ALDC junto con el resto del equipo selecto al final de la temporada 4 justo después de las nacionales haciendo algunas apariciones en las temporadas 5 y 6.
- Tami Adamson es la madre de Tea. Al aparecer en seis episodios y asistir a cinco competiciones, Adamson dejó A.L.D.C junto con el resto del equipo selecto al final de la temporada 4 justo después de las nacionales
- Tracey Reasons es la madre de Sarah. Al aparecer en seis episodios y asistir a cinco competiciones, Reasons dejó A.L.D.C junto con el resto del equipo selecto al final de la temporada 4 justo después de las nacionales haciendo algunas apariciones en la temporada 5
- Loree Cloud es la madre de Jade. Al aparecer en seis episodios y asistir a cinco competiciones, Cloud dejó ALDC junto con el resto del equipo selecto al final de la temporada 4 justo después de las nacionales
- Jodi Beck es la madre de Kamryn. Al aparecer en cinco episodios y asistir a cuatro competiciones, Beck dejó A.L.D.C junto con el resto del equipo selecto al final de la temporada 4 justo después de las nacionales
- Kaya Wiley es la madre de Nikaya Wiley que ha asistido en un episodio y asistir en una competición, ha dejado la ALDC por los insultos de las madres. Esta es una madre de las más criticadas. También conocida como "Black Patsy", Kaya también estuvo en el Centro de danza Candy Apples. Una vez Kaya se quiso parecer a Holly en una competición contra A.L.D.C.
- Jessalynn Siwa es la madre de JoJo Siwa una bailarina y cantante de Jazz y Hip hop que proviene de Omaha, Nebraska. Siwa es una madre coreógrafa dueña de un estudio de danza cuya primera aparición fue en el cuarto episodio de la temporada 5, llamado "Jo-Jo con un la-lazo" aunque Jo-Jo había sido vista previamente en La gran competencia (con Abby Lee Miller como parte del jurado) terminando en quinto lugar. Jo-Jo ha sido víctima de burlas por parte de sus compañeras de equipo por su forma de hablar y por ser ruidosa y alocada. Se fueron al final de la temporada 6 después de firmar un contrato con Nickelodeon. Ella también hace una aparición especial en la octava temporada.
- Tiffany Oladi, Kerry Evans, Sari Lopes, Mary Owen y Lynn Fay son las madres de Alexus, Peyton, Areana, Alyssa y Kendyl respectivamente las cuales fueron parte del equipo Mini durante la 6 temporada.
- Fernanda Fletcher es la madre de Daviana. Fletcher hizo aparición durante algunos episodios de la temporada 7 pero poco después fue expulsada porque su hija quedase 6° con su solo en una competición.
- Holly Hatcher-Frazier es la madre de Nia,[15]una bailarina y cantante de jazz / contemporáneo / teatro musical . Frazier fue una educadora a tiempo completo, y fue percibida como la madre más racional de la técnica de enseñanza de Miller. Frazier ha renunciado a su carrera de oficina,[26] en un esfuerzo para pasar tiempo en el estudio para redescubrir el potencial de baile de su hija. Más tarde en la 7 temporada deja ALDC para formar un nuevo equipo junto a las Lukasiak y las demás madres y chicas del equipo Elite. Dejaron el ALDC durante la séptima temporada para formar "The Irreplaceables", abandonando el espectáculo en su conjunto después de la temporada.
- Jill Vertes es la madre deKendall Vertes,[15] una bailarina de jazz con habilidades cada vez mayores de la danza contemporánea y la acrobacia y modelo / cantante. Antes de unirse al ALDC en la temporada 2, Kendall estudió danza en Rogers Dance en Pittsburgh y Studio 19 en Cranberry Township, PAVertes se señaló inicialmente como una "salta studios" [27] y desde entonces ha encontrado su nicho en el estudio de Miller después de la audición de su hija en la Temporada 2 Vertes, desde el principio, se percibe como un color marrón-noser, pero las crecientes capacidades de su hija han cimentado su lugar en el equipo. Durante la segunda temporada, fueron cambiados al Candy Apples Dance Center por varios episodios, pero finalmente regresaron al ALDC Más tarde en la 7 temporada deja ALDC para formar un nuevo equipo junto a las Lukasiak y las de más madres y chicas del equipo Elite Dejaron el ALDC durante la séptima temporada para formar "The Irreplaceables", abandonando el espectáculo en su conjunto después de la temporada.
- Kira Girard es la madre de Kalani Hilliker una gran bailarina  contemporánea y lírica y modelo / diseñadora de modas de Mesa, Arizona.[28]Kira y Kalani aparecieron en la temporada 2 de Abby's Ultimate Dance Competition (AUDC) y fueron llevados a ALDC en la cuarta temporada para reemplazar a Brooke y Paige. Al aparecer en seis episodios y asistir a cuatro competiciones, Girard abandonó el ALDC por su propia voluntad en medio de la temporada 4 y regresó el primer episodio de la quinta temporada. Más tarde en la 7 temporada deja ALDC para formar un nuevo equipo junto a las Lukasiak y las demás madres y chicas del equipo Elite. Dejaron el ALDC durante la séptima temporada para formar "The Irreplaceables", y dejaron el programa después del final de la temporada.

- Ashlee Allen es la madre de Brynn Rumfallo una excelente bailarina con gran técnica que domina la danza lírica y contemporánea de Mesa, Arizona. Antes de Dance Moms, Brynn se había entrenado previamente en Club Dance Studio, Arizona, como su compañera de equipo Kalani. Allen apareció como invitada en la temporada 5 para que su hija compitiera contra Maddie y más tarde tendría un puesto fijo en el equipo (6 y 7 temporadas). Desde un principio Allen no fue bien acogida por las demás madres ya que siempre "criticaba" a las demás niñas para que la suya sobresaliese y siempre intentaba acercarse mucho a Abby para complacerla y  ayudarla en lo  que fuese (tal y como hacia Melissa). Cuando las demás madres se fueron con las Lukasiak para formar las Irremplazables, Allen decidió quedarse junto a Abby y las Minis ya que era lo que su hija deseaba. Dejaron el programa al final de la séptima temporada junto con los otros miembros restantes de ALDC.
- Camille Bridges es la madre de Camryn Bridges una bailarina de Contemporáneo y Jazz de San Luis, Misuri. Entró en el equipo gracias a unas audiciones abiertas en la cual su hija junto a Daviana, hija de Fernanda, fueron admitidas en el equipo. Más tarde, se unió a las Irremplazables junto a las demás chicas del equipo Elite y sus madres (excepto Ashlee). Se unieron al ALDC en la temporada 7, pero más tarde esa temporada se fue con varios de los otros miembros del elenco para formar "The Irreplaceables".
- Jaime Caes es la madre de Maesi Caes una bailarina que disfruta del hip hop y contemporánea de Altoona, Iowa que bailó con Justin Bieber en Des Moines en su Purpose World Tour. Apareció en la segunda parte de la 7 temporada. Jaime declaró que era jugadora de Softball y que a Maesi también se le da bien.Se unieron al ALDC en la séptima temporada, pero más tarde esa temporada se fue junto con los otros miembros restantes del ALDC.

- Yolanda Walmsley es la madre de Elliana Walmsley una gran bailarina lírica y contemporánea que domina también las acrobacias de Boulder, Colorado. Apareció por primera vez en la 6 temporada como mini equipo y más tarde en la 7 temporada Elliana se unió al equipo de élite en la séptima temporada. Dejaron el programa durante la temporada 7 junto con los otros miembros restantes de ALDC. Regresaron para la temporada ocho. Más tarde fueron despedidos por Abby después de que Yolanda causó tensión entre los otros miembros del elenco.

## Críticas y controversias
Miller ha recibido críticas por sus métodos de enseñanza, a menudo tóxicos y abusivos, que aparecen en el programa. Miller ha avergonzado abiertamente a sus estudiantes por su apariencia, peso y nivel de inteligencia. Varios miembros de la Compañía de Danza Abby Lee (tanto dentro como fuera del programa) han denunciado las tácticas violentas de Miller, que incluyen obligar a los estudiantes a saltar mientras sostiene un saco de papas de 2 kilos, comentando: "Si subes 2 kilos, te sentirás así de pesado". Miller también ha sido acusada de ponerle nombre a las barrigas de sus estudiantes, colocar sus pesas por todo el estudio, pellizcar a los estudiantes hasta que sangraran y enviarles ropa interior y lencería a sus estudiantes menores de edad por Navidad.
Varios episodios presentaron controvertidas elecciones de vestuario hechas por Miller. Debido a las fuertes críticas, el episodio de la segunda temporada, "Topless Showgirls", que se emitió el 6 de marzo de 2012, fue retirado de la rotación. El episodio muestra a las jóvenes bailarinas interpretando una rutina de estilo burlesco, luciendo tops y medias color carne con lentejuelas para aparentar estar desnudas. Miller defiende su elección de vestuario diciendo: «Todos en la industria saben que las chicas van completamente cubiertas y que todo es inofensivo». Lifetime confirmó la retirada del episodio. El episodio no está incluido en el DVD de la temporada y no está disponible en ningún servicio de streaming.
Kelly Hyland fue arrestada a principios de enero de 2014, acusada de agredir a Miller durante una discusión entre bastidores en una competencia de baile celebrada en la ciudad de Nueva York durante la grabación de la cuarta temporada del programa en noviembre de 2013. Hyland compareció ante el tribunal junto con Miller el 21 de enero de 2014 y se declaró inocente. El 29 de enero, durante una aparición en The View, Miller anunció que Hyland y sus hijas Brooke y Paige Hyland ya no tenían contrato con Dance Moms y que ya no aparecerían en él.
El 13 de octubre de 2015, Abby Lee Miller fue imputada en Pittsburgh por ocultar sus ingresos derivados de sus actuaciones en el programa en 2012 y 2013. Se le imputaron cargos de fraude concursal, ocultación de activos concursales y declaraciones falsas de quiebra por ocultar unos 755.000 dólares. En junio de 2016, Miller se declaró culpable de los cargos y llegó a un acuerdo con el IRS. En mayo de 2017, Miller fue sentenciada a un año y un día de prisión (libertad condicional después de 8,5 meses), seguido de dos años de libertad supervisada.
El 2 de junio de 2020, Miller publicó un cuadrado negro en Instagram el Blackout Tuesday. Esto provocó que Adriana Smith, madre de Kamryn, bailarina de la temporada 8 de "Dance Moms", compartiera en Instagram que ella y su hija habían abandonado el programa debido a su experiencia con Miller. "Una declaración suya que se me quedó grabada hasta el día de hoy durante mi tiempo en DMS8 fue: Sé que creciste en el barrio con solo una caja de 8 crayones, pero yo crecí en el Country Club con una caja de 64; no seas tonta", escribió Smith en Instagram. Al día siguiente, el 3 de junio de 2020, otra madre de "Dance Moms", Camille Bridges, acusó a Miller de tratar a su hija Camryn de forma diferente debido a su raza y de que el ambiente era "extremadamente hostil". Declaró a E! News por correo electrónico que Miller "intentó presentar a Camryn como la pobre y becada. Decía las cosas más terribles ante la cámara. Fue una experiencia traumática que no le deseo a nadie". Miller eliminó su publicación sobre Black Lives Matter y el 4 de junio de 2020 se disculpó con "Kamryn, Adriana y cualquier otra persona a la que haya hecho daño". Se anunció que el 5 de junio de 2020, Lifetime decidió cortar vínculos con Miller debido a las acusaciones de sus comentarios racistas. La cadena canceló el reality de competencia "Abby's Virtual Dance-Off" anunciado en abril.

## Series derivadas, giras y podcasts
Una serie derivada, Dance Moms: Miami, ambientada en Miami, Florida, en el Stars Dance Studio de Victor Smalley y Angel Armas, se estrenó el 3 de abril de 2012, pero se canceló en septiembre de 2012.
Un programa hermano titulado Abby's Ultimate Dance Competition siguió a Miller y a otros profesionales de la danza, quienes evaluaron a doce jóvenes bailarines de entre 6 y 13 años en diferentes estilos de baile, con la esperanza de encontrar al más versátil del grupo. La serie se estrenó el 9 de octubre de 2012 y duró dos temporadas. Ray, Siwa y Hilliker debutaron en el programa antes de unirse al Equipo Élite de ALDC en "Dance Moms". La ganadora de la primera temporada de AUDC es Brianna y la de la segunda, McKaylee True.
El 24 de junio de 2014 se estrenó otro programa hermano, titulado "Abby's Studio Rescue". La serie seguía a Miller mientras colaboraba con varios estudios de danza en Estados Unidos, mejorándolos en áreas como coreografía, decoración y personal. Se produjo una sola temporada. [cita requerida]
En julio de 2014, otro spin-off titulado Raising Asia contó con Asia Monet Ray, quien formó parte del equipo invitado en varios episodios de la tercera temporada de Dance Moms. El programa seguía a Ray, su madre modelo, su padre culturista y su hermana menor, Bella Blu, ayudando a Asia a alcanzar sus sueños de fama en el mundo del espectáculo.
Una versión británica de "Dance Moms", titulada "Dance Mums with Jennifer Ellison", se estrenó el 20 de octubre de 2014 y duró dos temporadas. Jennifer Ellison presentó la serie, ambientada en su escuela de danza de Liverpool, Jelli Studios. «Dance Mums» fue producida por Shiver Productions.
En 2016, se informó que Ellen DeGeneres estaba desarrollando una película basada en "Dance Moms".
En 2018, las Irreplaceables (excluyendo a Bridges y Frazier) se embarcaron en la gira "The Irreplaceables Tour". La gira incluyó bailes, encuentros y preguntas y respuestas con los fans. [cita requerida]
En abril de 2020, se anunció que otro programa derivado, "Abby's Virtual Dance-Off", se estrenaría durante el verano de 2020. El programa de 12 episodios consistiría en presentaciones grabadas de los concursantes de baile, y Miller juzgaría por videoconferencia, respetando el distanciamiento social practicado durante la pandemia de COVID-19. Sin embargo, Lifetime retiró el programa el 5 de junio de 2020 y cortó todos los vínculos con Miller, después de que las exmiembros del elenco Camille Bridges y Adriana Smith acusaran a Miller de usar un lenguaje racista y condescendiente hacia sus hijas durante temporadas anteriores de "Dance Moms".
En junio de 2022, Kelly Hyland y Christi Lukasiak anunciaron su podcast «Back to the Barre», que recapitulaba un episodio de «Dance Moms» cada semana. [cita requerida]
En abril de 2023 se anunció que Miller presentaría un podcast titulado «Leave It On The Dance Floor». Cada semana, ella y varios invitados comentaban información tras bambalinas de "Dance Moms". [cita requerida]
En septiembre de 2023, Miller anunció su participación en un nuevo reality show de competición, similar a "Gran Hermano", en la aplicación de streaming Brandon TV. Titulado "Mad House", contará con la participación de jóvenes bailarines. Hannah Colin, de la octava temporada de "Dance Moms", apareció en la primera temporada. [cita requerida] Cathy Nesbitt-Stein, de las temporadas 1 a 7, aparecerá en la segunda temporada.

## Especial de reunión y novena temporada
El 1 de noviembre de 2023, Lifetime anunció un especial de reunión titulado "Dance Moms: The Reunion", que se estrenó el 1 de mayo de 2024. La reunión cuenta con la participación de Brooke y Paige Hyland, Chloe Lukasiak, Kendall Vertes, Kalani Hilliker y JoJo Siwa, así como de sus respectivas madres: Kelly Hyland, Christi Lukasiak (quien hace un breve cameo virtual), Jill Vertes, Kira Girard y Jessalyn Siwa.
Controvertidamente, Maddie, Mackenzie Ziegler y Nia Frazier, miembros originales del elenco, no participaron en la reunión, al igual que sus madres, Melissa Gisoni y Holly Frazier. Esto se debatió en el episodio de la reunión y fue criticado por algunos miembros del elenco. En particular, JoJo Siwa declaró: "Que no estén aquí es como decir: déjame borrar mi pasado, fingir que nunca sucedió, tirarlo al desagüe, cuando en realidad es por eso que eres quien eres". Nia Frazier declaró públicamente en su cuenta de TikTok por qué no eligió aparecer en el episodio. La razón es bastante simple. Simplemente no quería hacerlo. Algunos piensan que fue por problemas con mi hermandad. No, no los tuve. Algunos piensan que es porque estoy en la escuela. Estoy en la escuela, pero no habría sido un problema. Simplemente no quería hacerlo. Esa es una respuesta suficiente, y esa es una razón suficiente.
Miller y el productor ejecutivo, Brian Stinson, han adelantado una novena temporada de "Dance Moms". Miller ha declarado que Kendall Vertes, Kalani Hilliker y JoJo Siwa podrían aparecer en la próxima temporada. Desde entonces se ha afirmado que la versión de Miller de la novena temporada y la novena temporada oficial son dos programas separados.
El 17 de abril de 2024, Christi Lukasiak anunció en Instagram que, tras el estreno del especial de reunión, presentaría su propio programa, titulado "Dance Moms: Epic Showdowns".